# Storia della paleontologia

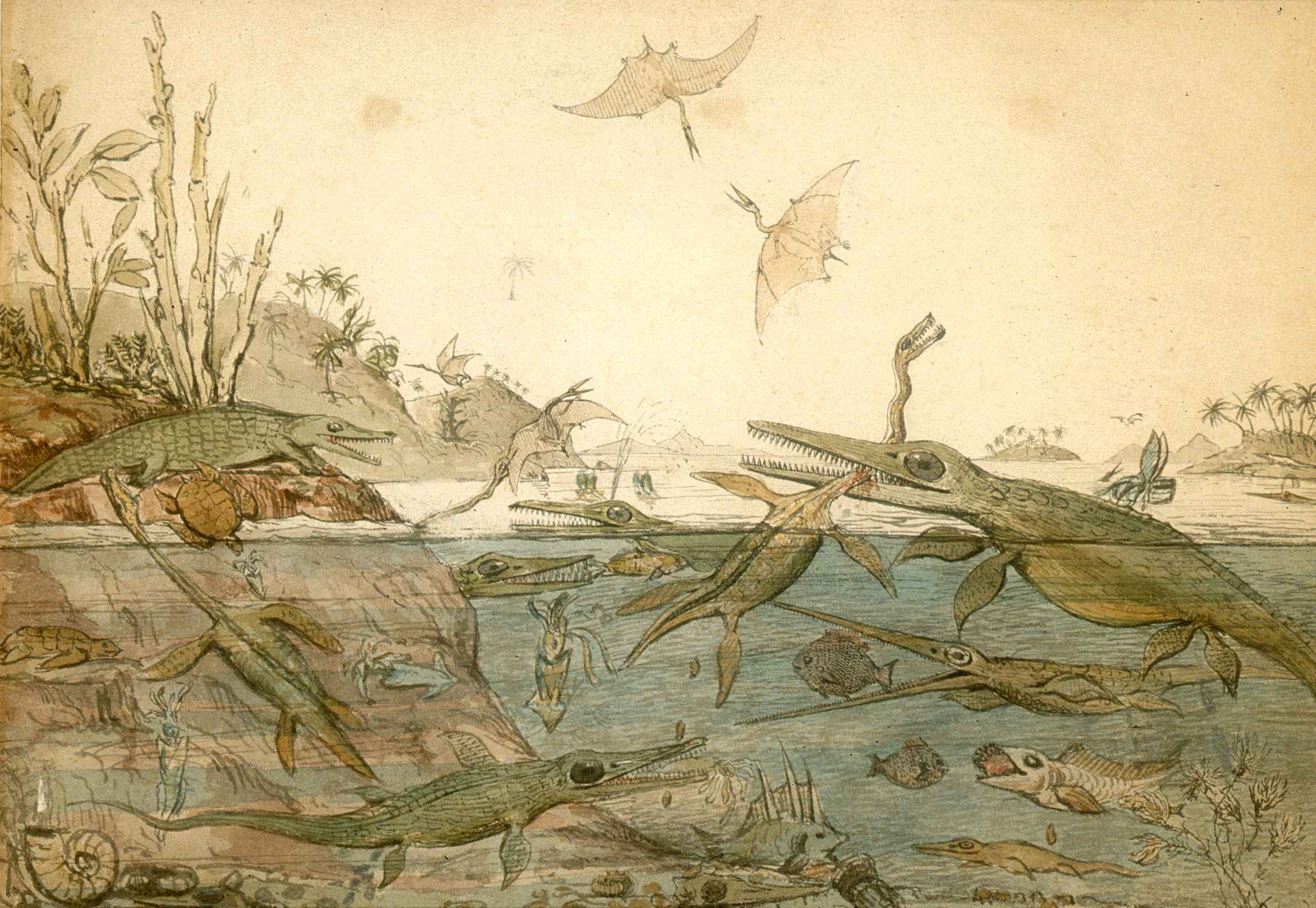
"Duria Antiquior - Un Dorset più antico" è un acquerello dipinto nel 1830 dal geologo Henry De la Beche sulla base di fossili trovati da Mary Anning. La fine del XVIII e l'inizio del XIX secolo furono un periodo di cambiamenti radicali nelle idee sulla storia della vita sulla Terra.

La storia della paleontologia ripercorre la storia degli sforzi intrapresi per comprendere l'evoluzione della vita sulla Terra, studiando i reperti fossili lasciati dagli organismi viventi. Poiché si occupa della comprensione degli organismi viventi del passato, la paleontologia può essere considerata un campo della biologia, ma il suo sviluppo storico è stato strettamente legato alla geologia e allo sforzo di comprendere la storia della Terra stessa.
Nei tempi antichi, Senofane, Erodoto, Eratostene e Strabone trattarono di fossili di organismi marini. Gli antichi cinesi li consideravano come ossa di drago e li documentavano come tali. Durante il Medioevo, i fossili furono discussi dal naturalista persiano Ibn Sina (noto come Avicenna in Europa) in The Book of Healing, proponendo una teoria dei fluidi pietrificanti che sarà elaborata da Alberto di Sassonia solo nel XIV secolo. Il naturalista cinese Shen Kuo  propose una teoria sul cambiamento climatico con prove basate su bambù pietrificato.
Tra il XV e il XVIII secolo, lo studio sistematico dei fossili è emerso come parte integrante dei cambiamenti nella filosofia naturale. La natura dei fossili e il loro rapporto con la vita sono stati meglio compresi nel corso dei secoli XVII e XVIII; alla fine del XVIII secolo, il lavoro di Georges Cuvier chiudeva un lungo dibattito sulla realtà dell'estinzione, portando all'emergere della paleontologia, in associazione con l'anatomia comparata, come disciplina scientifica. Anche la crescente conoscenza dei reperti fossili svolgeva un ruolo crescente nello sviluppo della geologia e in particolare nella stratigrafia.
Nel 1822, la parola "paleontologia" fu usata dall'editore di una rivista scientifica francese per riferirsi allo studio degli antichi organismi viventi attraverso i fossili. Nella prima metà del XIX secolo l'attività geologica e paleontologica divenne sempre più ben organizzata, con la crescita di società e musei geologici e un numero crescente di geologi professionisti e specialisti di fossili. Ciò ha contribuito a un rapido aumento delle conoscenze sulla storia della vita sulla Terra e ai progressi verso la definizione della scala dei tempi geologici in gran parte basata su prove fossili. Man mano che la conoscenza della storia della vita continuava a migliorare, divenne sempre più evidente che c'era stato un qualche tipo di ordine successivo nello sviluppo della vita. Ciò avrebbe incoraggiato le prime teorie evolutive sulla trasmutazione delle specie. Dopo che Charles Darwin pubblicò L'origine delle specie nel 1859, gran parte dell'attenzione della paleontologia si spostò sulla comprensione dei percorsi evolutivi, compresa l'evoluzione umana e la teoria evolutiva.
L'ultima metà del XIX secolo vide un'enorme espansione dell'attività paleontologica, specialmente in Nord America. La tendenza è continuata nel XX secolo con la raccolta sistematica di fossili in ulteriori regioni della Terra, come dimostrato da una serie di importanti scoperte in Cina verso la fine dello stesso secolo. Sono stati scoperti molti fossili di transizione e ora si ritiene che vi siano abbondanti prove di come tutte le classi di vertebrati siano collegate, in gran parte sotto forma di questi fossili. Gli ultimi decenni del XX secolo hanno visto un rinnovato interesse per le estinzioni di massa e il loro ruolo nell'evoluzione della vita sulla Terra. C'è stato anche un rinnovato interesse per l'esplosione cambriana, che ha visto lo sviluppo dei piani strutturali della maggior parte dei phyla animali. La scoperta di fossili del biota di Ediacara e gli sviluppi della paleobiologia hanno esteso la conoscenza della storia della vita a tempi più antichi del Cambriano.

## Anteriormente al XVII secolo
Dal VI secolo a.C., Senofane (570-480 a.C.) e in seguito Erodoto (484-425 a.C.), Eratostene (276-194 a.C.) e Strabone (64 a.C.-24 d.C.) trattarono di fossili di organismi marini e ipotizzarono che le rocce nelle quali erano stati trovati fossero state, un tempo, sott'acqua.
Durante il Medioevo, i fossili furono discussi dal naturalista persiano Ibn Sina (980-1037) in The Book of Healing (1027). Egli modificò l'idea delle esalazioni vaporose di Aristotele, proponendo una teoria dei fluidi pietrificanti (succus lapidificatus), che sarà elaborata da Alberto di Sassonia solo nel XIV secolo. Il naturalista cinese Shen Kuo (1031-1095), utilizzò fossili marini trovati nelle montagne Taihang per dedurre l'esistenza di processi geologici come la geomorfologia e lo spostamento delle coste marine nel tempo. Usando la sua osservazione di bambù pietrificati conservati, trovati sottoterra a Yan'an, sostenne una teoria sul graduale cambiamento climatico, poiché quella città si trovava in una zona a clima secco che non supportava un habitat per la crescita dei bambù.
Come risultato di una nuova enfasi sull'osservazione, la classificazione e la catalogazione della natura, i filosofi naturali del XVI secolo in Europa iniziarono a stabilire vaste raccolte di oggetti fossili (così come raccolte di esemplari di piante e animali), che venivano spesso conservate in armadi appositamente costruiti per aiutarli ad organizzarli. Conrad Gessner (1516-1565) pubblicò un'opera del 1565 sui fossili che conteneva una delle prime descrizioni dettagliate di queste raccolte. La collezione apparteneva a un membro della vasta rete di corrispondenti della quale Gessner si avvaleva per le sue opere. Tali reti informali di corrispondenza tra filosofi e collezionisti naturali divennero sempre più importanti nel corso del XVI secolo e furono precursori diretti delle società scientifiche che avrebbero iniziato a formarsi nel XVII secolo. Queste collezioni di armadi e le reti di corrispondenza hanno svolto un ruolo importante nello sviluppo della filosofia naturale. Tuttavia, la maggior parte degli europei del XVI secolo non riconosceva che i fossili fossero i resti di organismi viventi. L'etimologia della parola fossile deriva dal latino per indicare cose che sono state scavate. Per questo motivo, il termine è stato applicato a una grande varietà di oggetti simili a pietre e pietre, indipendentemente dal fatto che avessero un'origine organica. Scrittori del XVI secolo come Gessner e Georg Agricola (1494-1555) erano più interessati a classificare tali oggetti in base alle loro proprietà fisiche e mistiche piuttosto che a determinarne le origini. Inoltre, la filosofia naturale del periodo incoraggiava spiegazioni alternative sull'origine dei fossili. Entrambe le scuole di filosofia aristotelica e neoplatonica supportavano l'idea che oggetti pietrificati potessero crescere all'interno della Terra per somigliare agli esseri viventi. La filosofia neoplatonica sosteneva che potevano essere presenti affinità tra oggetti viventi e non viventi, le quali potevano far sì che l'uno assomigliasse all'altro. La scuola aristotelica sosteneva che i semi degli organismi viventi potessero entrare nel terreno e generare oggetti simili a quegli stessi organismi.

### Leonardo da Vinci e lo sviluppo della paleontologia
Leonardo da Vinci (1452–1519), trattò, in un appunto inizialmente non pubblicato, di fossili di conchiglie marine. Nei fogli da 8 a 10 del Codice Leicester, Leonardo esaminò il tema degli organismi fossili, affrontando una domanda ricorrente tra i suoi contemporanei: perché troviamo conchiglie pietrificate sulle montagne? Leonardo ha risposto a questa domanda interpretando correttamente la natura biogenica dei molluschi fossili e l'origine sedimentaria della loro matrice. L'interpretazione di Leonardo da Vinci appare straordinariamente innovativa poiché ha superato tre secoli di dibattito scientifico sulla natura degli organismi fossili. In questo modo stabilì una linea di continuità tra i due rami principali della paleontologia: la paleontologia dei corpi di organismi fossili e l'icnologia.In effetti, Leonardo si occupò di entrambe le principali classi di fossili: i fossili di organismi, ad esempio conchiglie fossilizzate; icnofossili, ovvero i prodotti fossilizzati delle interazioni vita-substrato. Altri naturalisti del Rinascimento hanno studiato gli icnofossili di invertebrati, ma nessuno di loro ha raggiunto conclusioni così accurate. Le considerazioni di Leonardo sugli icnofossili sono straordinariamente moderne non solo rispetto a quelle dei suoi contemporanei, ma anche alle interpretazioni in epoche successive. In effetti, durante il XIX secolo, gli icnofossili sono stati interpretati come fucoidi, o alghe, e la loro vera natura fu ampiamente compresa solo all'inizio del XX secolo. Per questi motivi, Leonardo da Vinci è meritatamente considerato il padre fondatore di entrambi i principali rami della paleontologia.

## XVII secolo

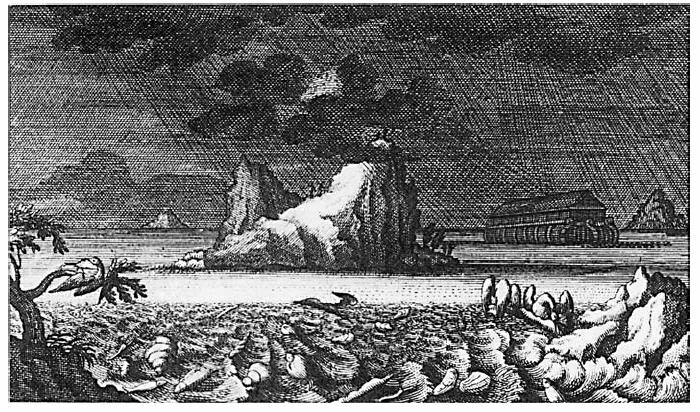
Johann Jakob Scheuchzer tentò di spiegare l'origine dei fossili tramite le inondazioni bibliche nel suo Herbarium of the Deluge (1709)

Durante l'Illuminismo, cambiamenti fondamentali nella filosofia naturale si rifletterono nell'analisi dei fossili. Nel 1665 Atanasio Kircher (1602-1680) attribuì ossa giganti a razze estinte di umani giganti nel suo Mundus subterraneus. 
Nello stesso anno Robert Hooke (1635-1703) pubblicò Micrographia, una raccolta illustrata delle sue osservazioni al microscopio. Una di queste osservazioni, intitolata "Of Petrify'd wood, and other Petrify'd bodies" ("Sul legno pietrificato e altri corpi pietrificati"), includeva un confronto tra legno pietrificato e ordinario. Concluse che il legno pietrificato era un normale legno impregnato di "acqua colma di particelle pietrose e terrose". Quindi suggerì che diversi tipi di conchiglie fossili si fossero formate da normali conchiglie con un processo simile. Hooke si scontrò con l'opinione prevalente secondo cui tali oggetti erano "Pietre formate da una qualche straordinaria virtù plastica latente nella Terra stessa". Hooke credeva che i fossili fornissero prove riguardo alla storia della vita sulla Terra. Hooke era pronto ad accettare la possibilità che alcuni di questi fossili rappresentassero specie che si erano estinte, probabilmente in catastrofi geologiche passate.

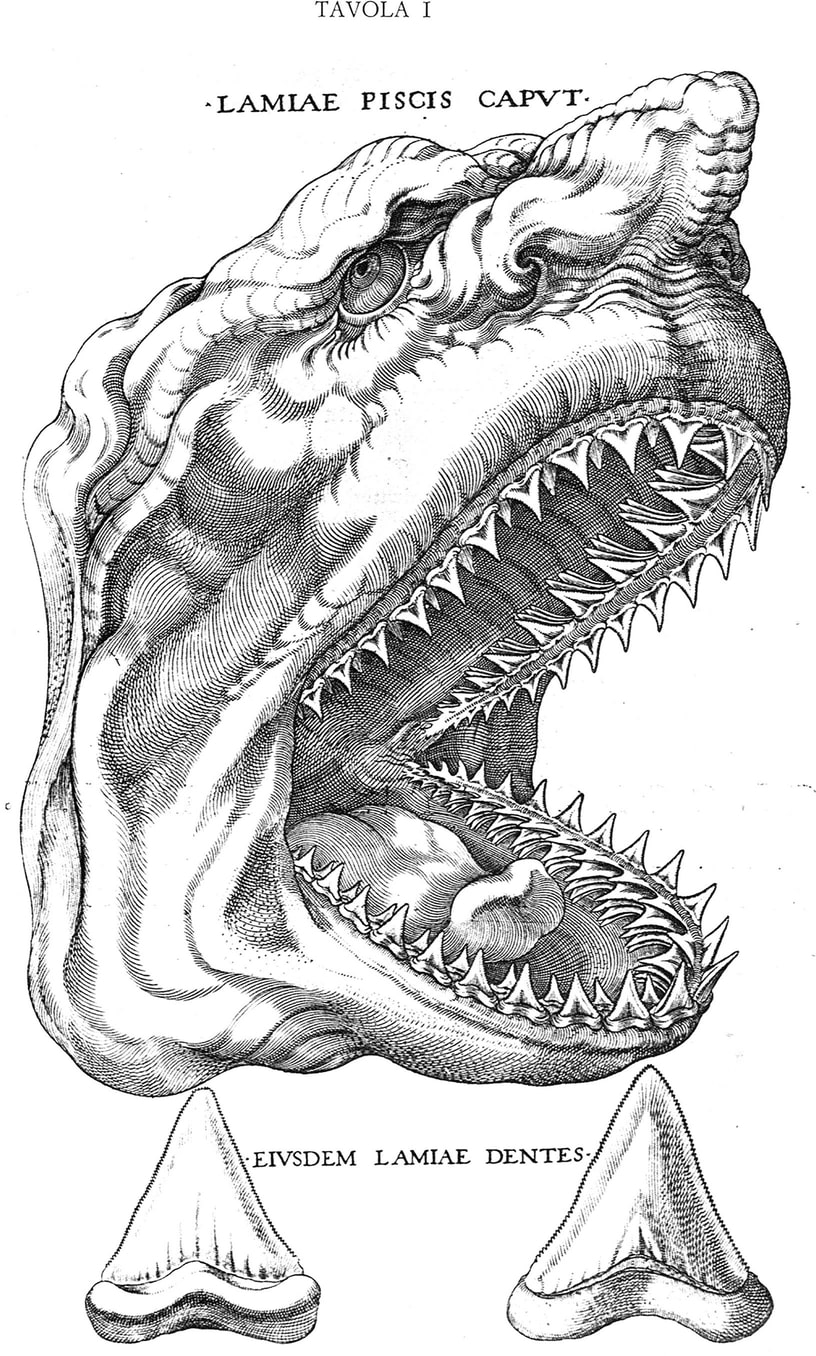
Un'illustrazione di Stenone (1667) mostrante una testa di squalo ed i suoi denti insieme a denti fossili per confronto.

Nel 1667 Stenone (1638-1686) scrisse un articolo su una testa di squalo che aveva sezionato e confrontò i denti dello squalo con i comuni oggetti fossili noti come glossopetrae. Concluse che questi fossili dovevano essere stati denti di squalo. Stenone si interessò quindi alla questione dei fossili e per affrontare alcune delle obiezioni alla loro origine organica, iniziò a studiare strati di roccia. Il risultato di questo lavoro fu pubblicato nel 1669 come "Forerunner to a dissertation on a solid naturally enclosed in a solid" ("Premessa ad una tesi su un solido naturalmente racchiuso in un solido"). In questo libro, Stenone ha tracciato una chiara distinzione tra oggetti come i cristalli di rocca che si erano davvero formati all'interno delle rocce e quelli come le conchiglie fossili ed i denti di squalo che si erano formati al di fuori di quelle rocce. Stenone si rese conto che alcuni tipi di roccia erano stati formati dalla successiva deposizione di strati orizzontali di sedimenti e che i fossili erano i resti di organismi viventi che erano rimasti sepolti in quel sedimento. Stenone, come quasi tutti i filosofi naturali del XVII secolo, credeva che la Terra avesse solo poche migliaia di anni e ricorse al diluvio biblico come possibile spiegazione del ritrovamento di fossili marini in luoghi lontani dal mare. Nonostante la notevole influenza di Forerunner, naturalisti come Martin Lister (1638–1712) e John Ray (1627–1705) continuarono a mettere in discussione l'origine organica di alcuni fossili. Erano particolarmente preoccupati per oggetti come le ammoniti fossili, che Hooke sosteneva fossero di origine organica, le quali non assomigliavano a nessuna specie vivente conosciuta. Ciò implicava la possibilità di estinzione, che trovavano difficile da accettare per ragioni filosofiche e teologiche.

## XVIII secolo
Nel suo lavoro del 1778, Epochs of Nature, Georges Buffon si riferiva ai fossili, in particolare alla scoperta di fossili di specie tropicali come elefanti e rinoceronti nel nord Europa, come prova della teoria che il clima della Terra fosse inizialmente molto più caldo di quanto non fosse a quell'epoca e che si fosse gradualmente raffreddato. 
Nel 1796 Georges Cuvier presentò un documento sugli elefanti viventi e fossili, confrontando i resti scheletrici di elefanti indiani e africani con fossili di mammut e di un altro animale, che in seguito avrebbe chiamato mastodonte usando l'anatomia comparata. Stabilì per la prima volta che gli elefanti indiani e africani erano specie diverse, che i mammut differivano da entrambi e dovevano essere estinti. Concluse inoltre che il mastodonte era un'altra specie estinta che differiva dagli elefanti indiani e africani anche più che i mammut. Cuvier fece un'altra potente dimostrazione del potere dell'anatomia comparata nella paleontologia quando presentò un secondo articolo nel 1796 su un grande scheletro fossile del Paraguay, che chiamò Megatherium.  Confrontando il suo cranio con quelli di due specie viventi di bradipi lo identificò come un bradipo gigante. Il rivoluzionario lavoro di Cuvier in paleontologia e anatomia comparata ha portato alla diffusa accettazione dell'estinzione. Ha anche portato Cuvier a sostenere la teoria geologica del catastrofismo per spiegare la successione di organismi rivelata dai reperti fossili. Ha anche sottolineato che, poiché i mammut e il rinoceronte lanoso non erano le stesse specie degli elefanti e dei rinoceronti che vivono attualmente nelle regioni tropicali, i loro fossili non potevano essere usati come prove di un clima più freddo. 
In un'applicazione pionieristica della stratigrafia, William Smith, geometra e ingegnere minerario, fece ampio uso di fossili per correlare gli strati rocciosi di diverse località. Creò la prima mappa geologica dell'Inghilterra tra la fine del XVIII e l'inizio del XIX secolo. Stabilì il principio della successione faunistica, l'idea che ogni strato di roccia sedimentaria contenesse particolari tipi di fossili e che questi si sarebbero succeduti in modo prevedibile anche in formazioni geologiche ampiamente separate. Allo stesso tempo, Cuvier e Alexandre Brongniart, un istruttore della scuola di ingegneria mineraria di Parigi, hanno usato metodi simili in un influente studio sulla geologia della regione intorno a Parigi.

## Dall'inizio alla metà del XIX secolo

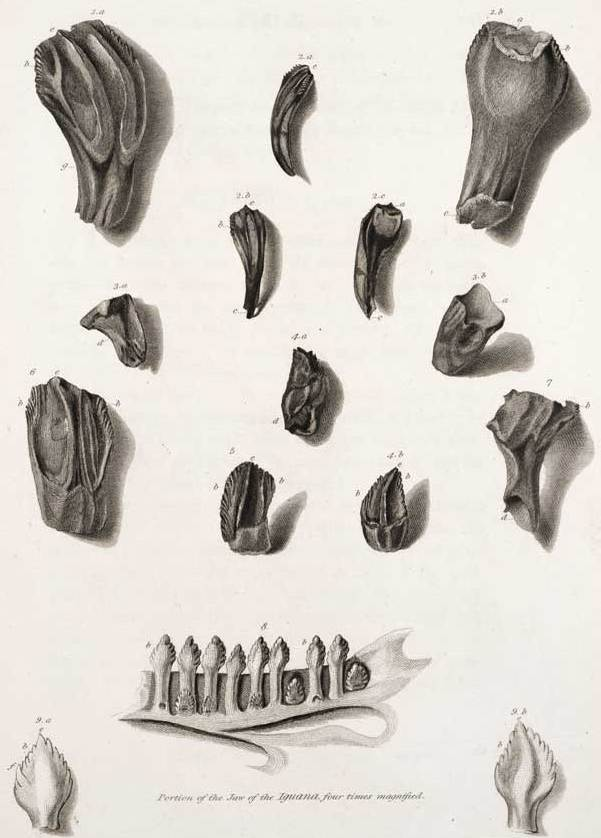
Illustrazione dei denti fossili di Iguanodon e di una moderna mascella di iguana a confronto, dal documento di Mantell del 1825 che descrive lIguanodon.

Nel 1808, Cuvier identificò un fossile trovato a Maastricht come un gigantesco rettile marino che in seguito sarebbe stato chiamato Mosasaurus. Identificò, da un disegno, un altro fossile trovato in Baviera come un rettile volante e lo chiamò Pterodactylus. Cuvier ipotizzò, sulla base degli strati in cui erano stati trovati questi fossili, che grandi rettili fossero vissuti prima di quella che egli chiamava "l'Età dei mammiferi". La speculazione di Cuvier sarà supportata da una serie di scoperte fatte in Gran Bretagna nel corso dei due decenni successivi. Mary Anning, cercatrice di fossili per professione dall'età di undici anni, raccolse i fossili di numerosi rettili acquatici dagli strati marini giurassici di Lyme Regis. Questi includevano il primo scheletro di ittiosauro ad essere riconosciuto come tale, che fu raccolto nel 1811 ed i primi due scheletri di plesiosauro, scoperti nel 1821 e nel 1823. Molte delle sue scoperte sarebbero state descritte scientificamente dai geologi William Conybeare, Henry De la Beche e William Buckland. Fu Mary Anning ad osservare che oggetti pietrosi noti come "pietre di bezoario" venivano spesso trovati nella regione addominale degli scheletri di ittiosauro e notò che, se tali pietre venivano aperte, contenevano spesso ossa e squame di pesce fossilizzate, talvolta anche ossa di piccoli ittiosauri. Ciò la portò a suggerire a Buckland che fossero feci fossilizzate, che chiamò coproliti, che usò per comprendere meglio le antiche catene alimentari. Nel 1824, Buckland descrisse una mascella inferiore che aveva raccolto dai depositi giurassici di Stonesfield. Determinò che l'osso apparteneva a un rettile carnivoro terrestre chiamato Megalosaurus. Nello stesso anno Gideon Mantell si rese conto che alcuni grandi denti che aveva trovato nel 1822, nelle rocce cretacee di Tilgate, appartenevano a un gigantesco rettile terrestre erbivoro. Lo chiamò Iguanodon, perché i denti assomigliavano a quelli di un'iguana. Tutto ciò portò Mantell a pubblicare un influente documento nel 1831 intitolato "L'età dei rettili", in cui sintetizzava le prove di un lungo periodo durante il quale la Terra brulicava di grandi rettili e divideva quell'epoca, in base a in quali stratificazioni apparivano per la prima volta i diversi tipi di rettili, in tre intervalli che anticipavano i periodi moderni del Triassico, del Giurassico e del Cretaceo. Nel 1832 Mantell avrebbe trovato, a Tilgate, uno scheletro parziale di un rettile corazzato che avrebbe chiamato Hylaeosaurus. Nel 1841 l'anatomista inglese Richard Owen avrebbe creato un nuovo ordine di rettili, che chiamò Dinosauria, per Megalosaurus, Iguanodon e Hylaeosaurus. Questa prova che rettili giganti avessero vissuto sulla Terra in passato ha suscitato grande entusiasmo negli ambienti scientifici e persino tra alcuni segmenti del pubblico in generale. Buckland descrisse la mascella di un piccolo mammifero primitivo, il Phascolotherium, che fu trovato negli stessi strati del Megalosaurus. Questa scoperta, conosciuta come il mammifero di Stonesfield, fu un'anomalia molto discussa. All'inizio Cuvier pensò che fosse un marsupiale, ma Buckland in seguito si rese conto che si trattava di un primitivo mammifero placentato. A causa delle sue dimensioni ridotte e della sua natura primitiva, Buckland non credeva che potesse invalidare il modello generale di "L'età dei rettili", dove gli animali più grandi e più evidenti erano rettili piuttosto che mammiferi.

### Paleobotanica e l'origine della parolapaleontologia

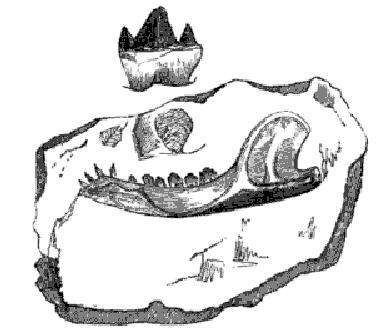
Illustrazione della mascella fossile del mammifero di Stonesfield da "Le meraviglie della geologia" del 1848 di Gideon Mantell.

Nel 1828 il figlio di Alexandre Brongniart, il botanico Adolphe Brongniart, pubblicò l'introduzione di un lavoro più approfondito sulla storia delle piante fossili. Adolphe Brongniart concluse che la storia delle piante poteva essere approssimativamente divisa in quattro parti. Il primo periodo caratterizzato dalle crittogame. Il secondo periodo caratterizzato dall'apparizione delle conifere. Il terzo periodo ha portato alla nascita delle cycadofite e il quarto caratterizzato dallo sviluppo delle piante da fiore (come le dicotiledoni). Le transizioni tra ciascuno di questi periodi sono state contrassegnate da forti discontinuità nella documentazione fossile, con cambiamenti più graduali all'interno dei periodi. Il lavoro di Brongniart è il fondamento della paleobotanica e ha rafforzato la teoria secondo cui la vita sulla Terra ha avuto una storia lunga, complessa e diversi gruppi di piante e animali hanno fatto la loro apparizione in successione. Questo sosteneva anche l'idea che il clima della Terra fosse cambiato nel tempo poiché Brongniart concludeva che i fossili di piante mostravano un clima tropicale nel Nord Europa durante il Carbonifero.
La crescente attenzione mostrata verso le piante fossili nei primi decenni del XIX secolo avrebbe determinato un cambiamento significativo nella terminologia per lo studio della vita nel passato. Il direttore della influente rivista scientifica francese Journal de Physique, uno studente di Cuvier di nome Henri Marie Ducrotay de Blainville, coniò il termine paleozoologie - paleozoologia nel 1817 per fare riferimento al lavoro che Cuvier e altri stavano facendo per ricostruire animali estinti da ossa fossili. Tuttavia, Blainville iniziò a cercare un termine che potesse riferirsi sia allo studio di resti di animali che di piante fossili. Dopo aver provato alcune alternative senza successo, la sua scelta cadde sulla parola paleontologie - paleontologia nel 1822. Il termine paleobotanica fu coniato nel 1884 e palinologia nel 1944.

### Catastrofismo, uniformitarismo e reperti fossili
Cuvier, nel suo lavoro di riferimento del 1796 sugli elefanti viventi e fossili, si riferiva ad una singola catastrofe che distrusse la vita per sostituirla con le forme attuali. Come risultato dei suoi studi sui mammiferi estinti, si rese conto che animali come il Palaeotherium, avevano vissuto precedentemente ai mammut, il che lo portò a scrivere in termini di molteplici catastrofi geologiche che avevano spazzato via una serie di successive faune. Nel 1830, un consenso scientifico si era formato attorno alle sue idee come risultato della paleobotanica e delle scoperte dei dinosauri e dei rettili marini in Gran Bretagna. In Gran Bretagna, dove la teologia naturale fu molto influente all'inizio del XIX secolo, un gruppo di geologi che includeva Buckland e Robert Jameson insistettero per collegare esplicitamente l'ultima catastrofe descritta da Cuvier al diluvio biblico. In Gran Bretagna, infatti, il catastrofismo ebbe un carattere religioso che era assente altrove.
Charles Lyell, in parte in risposta alle teorie di William Buckland e di altri praticanti della geologia delle inondazioni, ritenendo che si trattasse di speculazioni non chiare e non scientifiche, sostenne la teoria geologica dell'uniformitarismo nel suo influente lavoro Principi di geologia. Lyell accumulò prove, sia dalla propria ricerca sul campo che dal lavoro di altri, che la maggior parte delle caratteristiche geologiche potevano essere spiegate dalla lenta azione delle forze che si osservano quotidianamente, come vulcanismo, terremoti, erosione e sedimentazione, piuttosto che da eventi catastrofici passati. Lyell affermò che l'apparente evidenza di cambiamenti catastrofici nei reperti fossili e persino l'apparizione di una successione direzionale nella storia della vita, erano illusioni causate da imperfezioni nella documentazione fossile. Ad esempio, sostenne che l'assenza di uccelli e mammiferi dai primi strati fossili fosse semplicemente un'imperfezione nei ritrovamenti fossili, attribuibile al fatto che gli organismi marini erano più facilmente fossilizzati. Anche Lyell indicò il mammifero di Stonesfield come prova del fatto che i mammiferi non erano stati necessariamente preceduti dai rettili e che alcuni strati pleistocenici mostravano una presenza contemporanea di specie estinte e ancora sopravvissute, che secondo lui dimostrava che l'estinzione avveniva gradualmente piuttosto che come risultato di eventi catastrofici. Lyell riuscì a convincere i geologi dell'idea che le caratteristiche geologiche della Terra fossero in gran parte dovute all'azione delle stesse forze geologiche che possono essere osservate ai nostri giorni, agendo per un lungo periodo di tempo. Non riuscì a ottenere supporto per la sua visione sulla documentazione fossile, che riteneva non supportasse una teoria della successione direzionale.

### Trasmutazione delle specie e reperti fossili
All'inizio del XIX secolo Jean Baptiste Lamarck usò i fossili per discutere della sua teoria della trasmutazione delle specie. I ritrovamenti fossili e l'emergente evidenza che la vita cambiasse nel tempo alimentarono speculazioni su questo argomento nei decenni successivi. Robert Chambers usò prove fossili nel suo famoso libro scientifico del 1844 Vestiges of the Natural History of Creation, sostenendo un'origine evolutiva per il Cosmo e per la vita sulla Terra. Come la teoria di Lamarck, sosteneva che la vita passasse dal semplice al complesso. Queste prime idee evolutive furono ampiamente discusse nei circoli scientifici ma non furono accettate nella corrente principale. Molti dei critici delle idee trasmutazionali usarono prove fossili nelle loro argomentazioni. Nello stesso articolo che coniò il termine dinosauro Richard Owen sottolineò che i dinosauri erano altrettanto sofisticati e complessi quanto i rettili moderni, contraddicendo le teorie trasmutazionali. Hugh Miller avrebbe sostenuto un'argomentazione simile, sottolineando che i pesci fossili trovati nella formazione di Old Red Sandstone mostravano complessità pari ad altri pesci successivi e non forme primitive come asseriva Vestiges. Mentre queste prime teorie evolutive non furono accettate come corrente principale scientifica, i dibattiti su di esse avrebbero contribuito a spianare la strada all'accettazione della teoria dell'evoluzione di Darwin per selezione naturale pochi anni dopo.

### Scala dei tempi geologici e storia della vita
Geologi come Adam Sedgwick e Roderick Murchison continuarono, nel corso di controversie come quella sul Devoniano, a fare progressi nella stratigrafia. Descrissero periodi geologici non ancora riconosciuti, come il Cambriano, il Siluriano, il Devoniano e il Permiano. Tali progressi nella stratigrafia dipendevano sempre più dalle opinioni di esperti con conoscenze specializzate su particolari tipi di fossili come William Lonsdale (coralli fossili) e John Lindley (piante fossili), che giocarono entrambi un ruolo sulla controversia del Devoniano e la sua risoluzione. All'inizio del 1840 era stata sviluppata gran parte della scala temporale geologica. Nel 1841, John Phillips divise formalmente la colonna geologica in tre epoche principali, il Paleozoico, il Mesozoico e il Cenozoico, sulla base di accentuate fratture nella documentazione fossile. Egli identificò i tre periodi del Mesozoico e tutti i periodi del Paleozoico ad eccezione dell'Ordoviciano. La sua definizione della scala temporale geologica è ancora utilizzata oggi. Rimase una scala temporale relativa senza alcun metodo di assegnazione delle date assolute dei periodi. Restava inteso che non solo c'era stata una "Età dei rettili" che precedeva l'attuale "Età dei mammiferi", ma c'era stato un tempo (durante il Cambriano e il Siluriano) in cui la vita era stata limitata al mare ed un tempo (prima del Devoniano), quando gli invertebrati erano stati le forme più grandi e complesse di vita animale.

### Ampliamento e professionalizzazione della geologia e della paleontologia

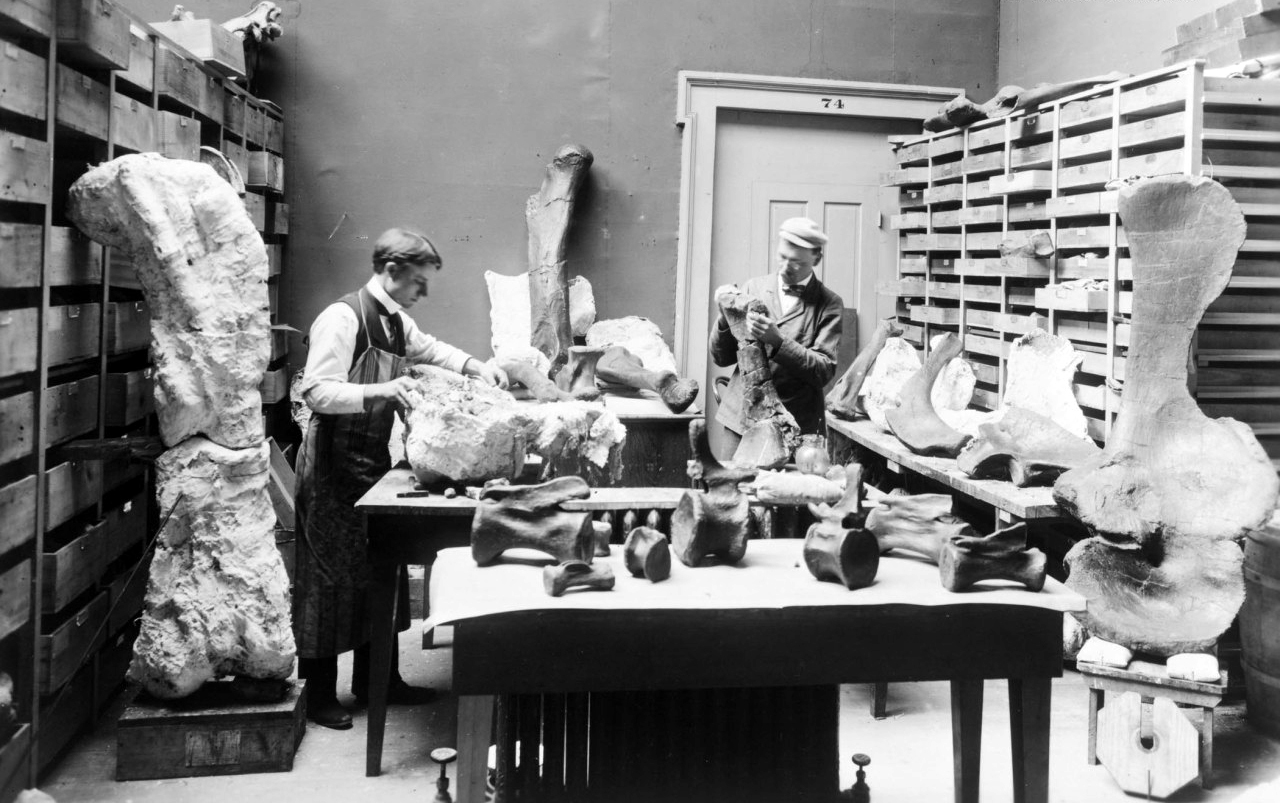
Elmer S. Riggs e H.W. Menke nel laboratorio di paleontologia del Field Columbian Museum, 1899.

Questo rapido progresso in geologia e paleontologia tra il 1830 e il 1840 fu stimolato da una crescente rete internazionale di geologi e specialisti di fossili il cui lavoro fu organizzato e rivisto da un numero crescente di società geologiche. Molti di questi geologi e paleontologi divennero professionisti retribuiti che lavoravano per università, musei e per indagini geologiche governative. Il livello relativamente alto di sostegno pubblico alle scienze della Terra era dovuto al loro impatto culturale e al loro comprovato valore economico nell'aiutare a sfruttare le risorse minerarie come il carbone.
Un altro fattore importante è stato lo sviluppo alla fine del XVIII e all'inizio del XIX secolo di musei con grandi raccolte di storia naturale. Questi musei hanno ricevuto esemplari da collezionisti di tutto il mondo e sono serviti da centri per lo studio dell'anatomia comparata e della morfologia . Queste discipline hanno avuto ruoli chiave nello sviluppo di una forma di storia naturale più sofisticata tecnicamente. Uno dei primi e più importanti esempi fu il Museo di storia naturale di Parigi, che fu al centro di molti degli sviluppi della storia naturale durante i primi decenni del XIX secolo. Fu fondato nel 1793 da un atto dell'Assemblea nazionale francese ed era basato su una vasta collezione reale. In più conteneva le collezioni private di aristocratici confiscate durante la rivoluzione francese e materiale sequestrato nelle conquiste militari francesi durante le guerre napoleoniche. Il museo di Parigi era la base professionale di Cuvier e del suo rivale Geoffroy Saint-Hilaire. Gli anatomisti inglesi Robert Grant e Richard Owen trascorsero entrambi del tempo a studiare lì. Owen sarebbe diventato il principale morfologo britannico lavorando al Collegio reale di chirurgia d'Inghilterra.

## Fine del XIX secolo

### Evoluzione

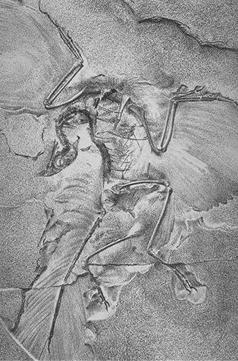
Fotografia del secondo scheletro di Archeopteryx rinvenuto, scattata nel 1881 al Museo di storia naturale di Berlino.

La pubblicazione de L'origine delle specie nel 1859 di Charles Darwin fu un evento spartiacque in tutte le scienze della vita, in particolare la paleontologia. I fossili avevano avuto un ruolo nello sviluppo della teoria di Darwin. In particolare, durante il viaggio del Beagle, era stato colpito dai fossili che aveva raccolto in Sud America di armadilli giganti, bradipi giganti e di quelli che all'epoca pensava fossero lama giganti che sembravano essere collegati a specie che vivono ancora nel continente in tempi moderni. Il dibattito scientifico che ha avuto inizio immediatamente dopo la pubblicazione di Origin ha portato a uno sforzo concertato per cercare fossili di transizione e altre prove di evoluzione nella documentazione fossile. Vi furono due aree in cui il successo iniziale attirò una considerevole attenzione da parte del pubblico, la transizione tra rettili e uccelli e l'evoluzione del cavallo moderno a dito singolo. Nel 1861 il primo esemplare di Archeopteryx, un animale con denti, piume e un misto di altre caratteristiche rettiliane e avicole, fu scoperto in una cava di calcare in Baviera e descritto da Richard Owen. Un altro ne sarebbe stato trovato alla fine del 1870 e messo in mostra al Museo di storia naturale di Berlino nel 1881. Altri uccelli primitivi con denti furono trovati da Othniel Marsh in Kansas nel 1872. Marsh ha anche scoperto fossili di diversi cavalli primitivi nell'ovest degli Stati Uniti che hanno aiutato a tracciare l'evoluzione del cavallo, dal piccolo Hyracotherium a 5 dita dell'Eocene al più grande cavallo moderno del genere Equus. Thomas Huxley avrebbe fatto ampio uso dei fossili di cavalli e uccelli nella sua difesa dell'evoluzione. L'accettazione dell'evoluzione avvenne rapidamente nei circoli scientifici, ma l'accettazione del meccanismo di selezione naturale proposto da Darwin come forza trainante era molto meno universale. In particolare alcuni paleontologi come Edward Drinker Cope e Henry Fairfield Osborn preferivano alternative come il neolamarckismo, l'eredità delle caratteristiche acquisite durante la vita e l'ortogenesi, un innato impulso a cambiare in una direzione particolare, per spiegare ciò che percepivano come tendenze lineari nell'evoluzione. Venne mostrato anche grande interesse per l'evoluzione umana. I fossili di Neanderthal furono scoperti nel 1856, ma all'epoca non era chiaro che rappresentassero una specie diversa dagli umani moderni. Eugene Dubois fece scalpore con la sua scoperta dell'Uomo di Giava, la prima testimonianza fossile di una specie che appariva chiaramente intermedia tra uomo e scimmia, nel 1891.

### Sviluppi in Nord America
Un importante sviluppo nella seconda metà del XIX secolo fu una rapida espansione della paleontologia in Nord America. Nel 1858 Joseph Leidy descrisse uno scheletro di Hadrosaurus, che fu il primo dinosauro nordamericano a essere descritto da reperti di buona qualità. Tuttavia, fu la massiccia espansione verso ovest di ferrovie, basi militari, insediamenti nel Kansas e nell'ovest degli Stati Uniti a seguito della guerra civile americana che alimentò davvero l'espansione della raccolta di fossili. Il risultato fu una maggiore comprensione della storia naturale del Nord America, inclusa la scoperta del Mare Interno Occidentale che aveva coperto il Kansas e gran parte del resto del Midwest durante periodi del Cretaceo, la scoperta di diversi importanti fossili di uccelli primitivi, di cavalli e la scoperta di una serie di nuovi generi di dinosauri tra cui Allosaurus, Stegosaurus e Triceratops. Gran parte di questa attività faceva parte di una feroce rivalità personale e professionale tra due uomini, Othniel Marsh ed Edward Cope, che divenne nota come Guerra delle ossa.

## Panoramica degli sviluppi nel XX secolo

### Sviluppi in geologia
Gli sviluppi in geologia del XX secolo hanno avuto un grande effetto sulla paleontologia. Tra questi, lo sviluppo della datazione radiometrica, che ha permesso di assegnare date assolute alla scala geologica e la teoria della tettonica a zolle, che ha contribuito a dare un senso alla distribuzione geografica della vita antica. 

### Espansione geografica della paleontologia
Nel corso del XX secolo, l'esplorazione paleontologica si è intensificata ovunque e ha cessato di essere un'attività in gran parte europea e nordamericana. Nei 135 anni tra la prima scoperta di Buckland e il 1969 furono descritti un totale di 170 generi di dinosauri. Nei 25 anni successivi al 1969 quel numero aumentò a 315. Gran parte di questo aumento fu dovuto all'esame di nuovi affioramenti rocciosi, in particolare in aree precedentemente poco esplorate del Sud America e dell'Africa. Verso la fine del XX secolo, l'apertura della Cina all'esplorazione sistematica di giacimenti fossiliferi ha prodotto una ricchezza di materiale sui dinosauri e sull'origine di uccelli e mammiferi. Anche lo studio della fauna di Chengjiang, un giacimento paleontologico del cambriano in Cina, negli anni novanta, ha fornito importanti indizi sull'origine dei vertebrati.

### Estinzioni di massa
Il XX secolo ha visto un grande rinnovamento dell'interesse per gli eventi di estinzione di massa e il loro effetto sul corso della storia della vita. Ciò avvenne particolarmente dopo il 1980, quando Luis e Walter Alvarez avanzarono l'ipotesi di Alvarez, sostenendo che un evento di impatto causò l'evento di estinzione cretaceo-paleogene, che uccise i dinosauri non aviari insieme a molti altri esseri viventi. Sempre nei primi anni ottanta, Jack Sepkoski e David M. Raup, pubblicarono articoli con analisi statistiche sulla documentazione fossile di invertebrati marini che rivelavano un modello (possibilmente ciclico) di ripetute estinzioni di massa con implicazioni significative per la storia evolutiva della vita.

### Percorsi e teoria evolutiva

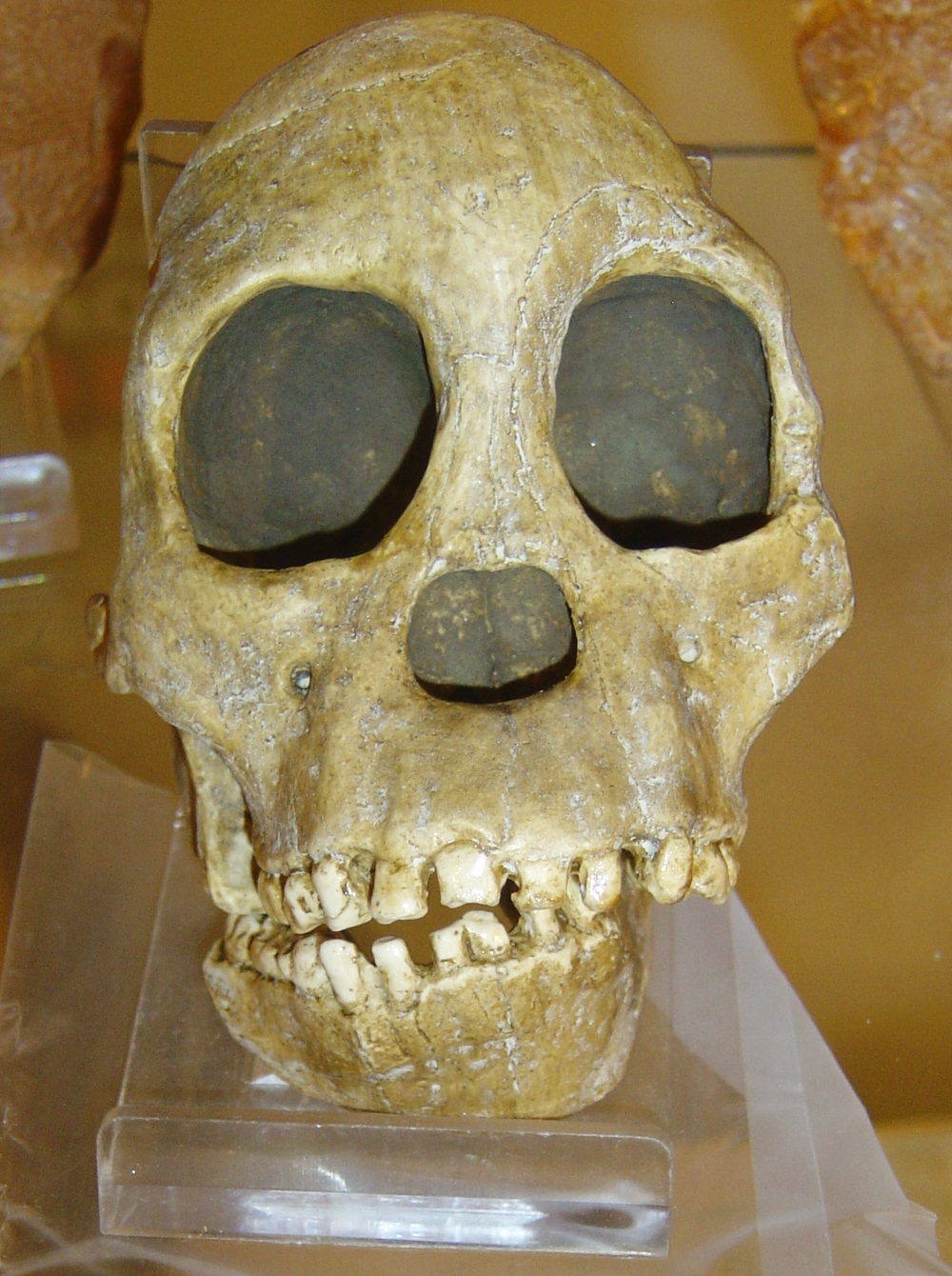
Fossile del Bambino di Taung, scoperto in Sudafrica nel 1924.

Nel corso del XX secolo, nuovi reperti fossili hanno continuato a contribuire alla comprensione dei percorsi intrapresi dall'evoluzione.
Ad esempio, sono mostrate importanti transizioni tassonomiche in fossili che illustrano l'evoluzione dei tetrapodi dai pesci dai ritrovamenti in Groenlandia a partire dagli anni trenta (con maggiori scoperte negli anni ottanta) e da fossili scoperti in Cina negli anni novanta, che hanno fatto luce sulla relazione tra uccelli e dinosauri. Altri eventi che hanno attirato una notevole attenzione hanno incluso la scoperta di una serie di fossili in Pakistan che hanno fatto luce sull'evoluzione delle balene e, soprattutto, una serie di reperti in Africa (a partire dal Bambino di Taung nel 1924) ed altrove che hanno contribuito a illuminare il corso dell'evoluzione umana. Inoltre, alla fine del XX secolo, i risultati della paleontologia e della biologia molecolare venivano riuniti per rivelare alberi filogenetici dettagliati.
I risultati della paleontologia hanno anche contribuito allo sviluppo della teoria evoluzionistica. Nel 1944 George Gaylord Simpson pubblicò Tempo e Mode in Evolution, che utilizzava analisi quantitative per dimostrare che la documentazione fossile era coerente con i modelli ramificati, non direzionali, previsti dai sostenitori dell'evoluzione guidati dalla selezione naturale e dalla deriva genetica, piuttosto che dalle tendenze lineari previste dai precedenti sostenitori del neolamarckismo e dell'ortogenesi. Questo ha integrato la paleontologia nella sintesi moderna dell'evoluzione. Nel 1972 Niles Eldredge e Stephen Jay Gould hanno usato prove fossili per sostenere la teoria degli equilibri punteggiati, la quale sostiene che l'evoluzione è caratterizzata da lunghi periodi di stasi relativa e periodi molto più brevi di cambiamento relativamente rapido.

### Esplosione cambriana

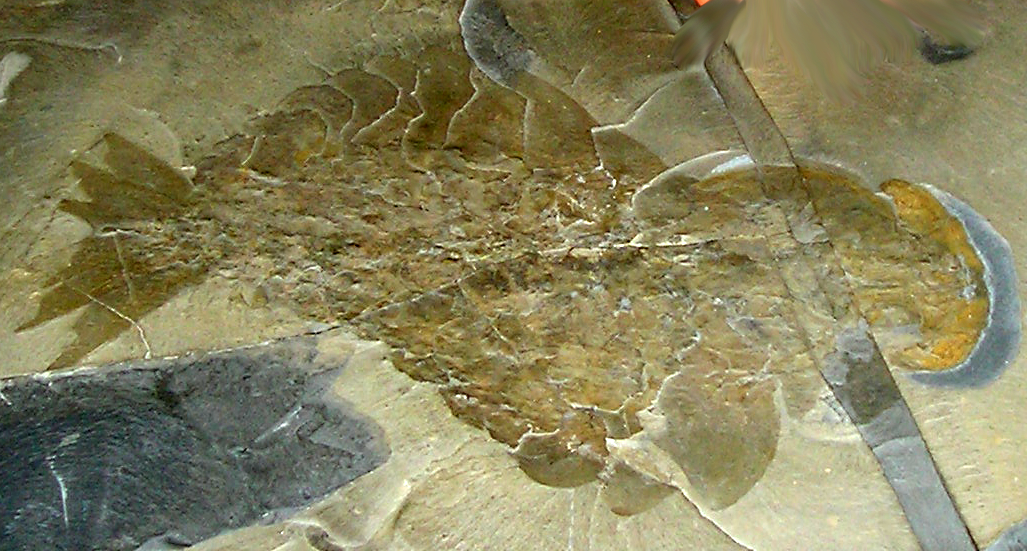
Un fossile di Anomalocaris completo dall'Argillite di Burgess.

Un'area della paleontologia che ha visto molta attività negli anni ottanta, novanta ed oltre è lo studio dell'esplosione cambriana, durante la quale comparvero per la prima volta molti dei vari phyla di animali con i loro piani corporei distintivi. Il noto sito fossile cambriano di Burgess Shale fu scoperto nel 1909 da Charles Doolittle Walcott e un altro importante sito in Cina, Chengjiang, fu scoperto nel 1912. Tuttavia, nuove analisi negli anni ottanta di Harry B. Whittington, Derek Briggs, Simon Conway Morris e altri hanno suscitato un rinnovato interesse e un'esplosione di attività, tra cui la scoperta di un nuovo importante sito fossile, Sirius Passet, in Groenlandia e la pubblicazione di un libro popolare e controverso, La vita meravigliosa di Stephen Jay Gould nel 1989.

### Fossili pre-cambriani

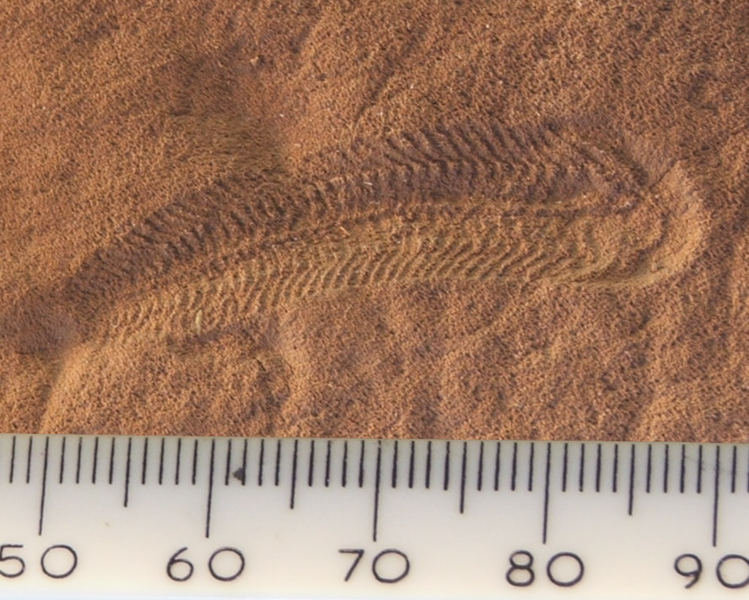
Un fossile di Spriggina dell'Ediacarano.

Prima del 1950 non esistevano prove fossili ampiamente accettate di vita precedente al periodo Cambriano. Quando Charles Darwin scrisse L'origine delle specie, riconobbe che la mancanza di prove fossili di vita prima degli animali relativamente complessi del Cambriano era un potenziale argomento contro la teoria dell'evoluzione, ma espresse la speranza che tali fossili si trovassero nel futuro. Attorno al 1860 si sostenne la scoperta di fossili pre-cambriani, ma in seguito si sarebbe dimostrato che non avevano origine organica. Alla fine del XIX secolo Charles Doolittle Walcott avrebbe scoperto stromatoliti e altre prove fossili di vita pre-cambriana, ma all'epoca venne contestata l'origine organica di quei fossili. Un importante cambiamento si ebbe negli anni cinquanta con la scoperta di un maggior numero di stromatoliti insieme ai microfossili dei batteri che le costituivano e la pubblicazione di una serie di articoli dello scienziato sovietico Boris Vasil'evich Timofeev che annunciavano la scoperta di microscopiche spore fossili in sedimenti pre-cambriani. Una svolta decisiva avvenne quando Martin Glaessner mostrò che i fossili degli organismi a corpo molle scoperti da Reginald Sprigg verso la fine degli anni quaranta nelle colline australiane dell'Ediacarano erano in realtà pre-cambriani, non del Cambriano inferiore come Sprigg aveva inizialmente creduto, rendendo il biota di Ediacara i più antichi animali conosciuti. Alla fine del XX secolo, la paleobiologia ha stabilito che la storia della vita risale ad almeno 3,5 miliardi di anni.